# Nihon-ji
Le Nihon-ji (日本寺) est un temple bouddhiste situé dans la ville de Kyonan, préfecture de Chiba au Japon. Le temple, situé sur les pentes du mont Nokogiri, est renommé pour son daibutsu. Le Nihon-ji, établi comme temple de la secte Hossō, est transféré à la secte Tendai. Il est maintenant réservé à la secte Sōtō zen. Depuis sa fondation, le temple est tombé en ruines et a connu plusieurs renaissances.

## Histoire

### Fondation
Le Nihon-ji est fondé en 725 au cours de l'époque de Nara sur ordre de l'empereur Shōmu par le prêtre Gyōki (668 - 749). Il passe pour être le seul chokugansho (勅願所), ou temple, de l'époque de Nara de la région de Kantō construit sur ordre de l'empereur. Le Nihon-ji est fondé par Gyōki comme temple de la secte Hossō. Le temple compte alors sept grandes salles, douze salles plus petites, et héberge 100  moines.
Selon la tradition, le Nihon-ji est visité par Rōben (689 - 774), moine de la secte Kegon et fondateur du Tōdai-ji à Nara à l'époque de Nara et plus tard par Kūkai (774 - 835), fondateur de l'école bouddhiste Shingon ou « monde véritable ». En 857, à l'occasion d'une visite au temple par le moine Ennin (793 ou 794 - 864), le Nihon-ji est transféré à l'école Tendai du Bouddhisme. 

### Renaissances et transfert à la secte Sōtō
Minamoto no Yoritomo est associé à la reconstruction du Nihon-ji. En 1181, il ordonne l'édification de la statue Jizō dans le hōdō (法堂) bâtiment de lecture.
En 1271, la région passe sous le contrôle du clan Nikaidō, et le Nihon-ji est cité sous le nom Awa no Kuni Nihon-ji dans l'histoire du clan. Le Nihon-ji est incendié au cours d'un conflit local ne 1331 et la plupart des structures du temple, y compris le dōu (堂宇) (bâtiment principal), sont détruites. Ashikaga Takauji (1305 - 1358), fondateur et premier shōgun du shogunat Ashikaga, reconstruit le Nihon-ji. Takauji bâtit le dōu en 1345 mais, au cours de l'époque Sengoku, le temple se délabre à nouveau.
Pendant l'ère Tenshō (1573 - 1592) de l'époque Azuchi Momoyama, le Nihon-ji se trouve sous la protection du puissant clan Satomi de la province d'Awa. Pendant cette période, il devient un temple subalterne du Awa Seizen en. En 1647, le temple est transféré à la secte Sōtō zen, et le Nihon-ji devient un centre de pratiques ascétiques zen. Puis le Nihon-ji passe sous le contrôle du Enmei-ji, un temple situé dans l'actuelle ville de Minamibōsō. Au cours de l'époque Sengoku, le temple est de nouveau à l'abandon.

### Renaissance de la période Tokugawa
En 1774, le prêtre Guden (愚伝), 9e prêtre en chef Hōsō du Nihon-ji, réalise une reprise à grande échelle du shichidō garan, le complexe du temple. En 1774, il déplace le dō ainsi que de nombreuses autres structures du temple sur le côté sud du milieu du mont Nokogiri, ce qui fait de ce mont une montagne sacrée. Le daibutsu du Nihon-ji est érigé à cette époque de même que les 1 553 statues en pierre Arhat.

### Destruction de l'ère Meiji et restauration moderne
Le Nihon-ji est gravement endommagé au cours du mouvement anti-bouddhiste haibutsu kishaku (1868-c.1874) après la restauration de Meiji. Les propriétés bouddhiste sont détruites sur une grande échelle dans tout le Japon et la plupart des bâtiments du complexe du Nihon-ji sont dévastés. Beaucoup de statues Arhat sont décapitées à cette période. En 1916, une restauration du complexe du Nihon-ji commence mais un tremblement de terre majeur en novembre 1939 endommage encore une fois le temple. Le bâtiment principal, les statues et des éléments des trésors bouddhistes disparaissent dans l'incendie qui suit le séisme. En 1989, le gouvernement indien offre au Nihon-ji une jeune pousse d'arbre de la Bodhi. La jeune pousse est présentée comme un geste de paix dans le monde.
Le Nihon-ji est aujourd'hui une destination touristique populaire.

## Trésors remarquables
- Le Nihon-ji daibutsu, 1783, sculpture daibutsu  en pierre, de 31 m de haut du Yakushiji Nyorai, le Bouddha de la guérison[7].
- Les sculptures Rakan Arhat, 1774, réalisées par Ōno Jingorō.
- La statue de Kannon, 1966, 30,3 m de haut.
- La cloche Bonsō, 1321, désignée bien culturel important.